# Cucullia ceramanthea
Cucullia ceramanthea là một loài bướm đêm trong họ Noctuidae.